# Bisinus
Bisinus (také Basinus, Besinus, Bisin langobardsky Pisen) (5. století? - 6. století?) byli na konci 5. století dva durynští králové, žijící v období stěhování národů.
Podle Historia Francorum Řehoře z Tours byl prvním králem Bisinus vládnoucí Durynkům kolem 460. Za jeho vlády u něho našel franský král Childerich I. útočiště, poté co byl sesazen svým lidem v letech 456 či 457. Jeho manželkou byla Basina, ale od manžela odešla společně Childerichem do Galie v době, kdy byl dosazen zpět na trůn v Tournai. Historici uvádějí, že za předpokladu, že Basina existovala, pak je velmi nepravděpodobné, že její křestní jméno je správné, protože se jedná ženskou formu jména jejího prvního manžela. Řehoř ve své kronice Historia Francorum popisoval události před rokem 575 pouze z ústní tradice, která nebyla nijak zvlášť spolehlivá, proto není tato část kroniky dostatečně věrohodná.
Druhý Bisinus vládl Durynkům kolem roku 500 a dochované zdroje o něm jsou historicky doložené, takže je považován za prvního historicky doloženého krále Durynků. Řehoř jeho jméno nezmínil, ale jeho dva syny zmínil legendární merovejský básník a biskup z Poitiers Venantius Fortunatus, jako syny jistého Bisinuse (Bessinuse). Jeho ženou byla Menie, s niž měl tři syny, Badericha, Herminafrieda a Bertachara, kteří si po jeho smrti rozdělili říši mezi sebe a vládli odděleně do doby než si území podmanili Frankové v letech 531 až 534. S Menií měl i dceru Radegundu (Raicunda), která se provdala za langobardského krále Wachona.
Informace o Bisinovi se dochovaly i v Monumenta Germaniae Historica, mnohosvazkové edici pramenů k německým dějinám.